# Survivor Series 1993
Survivor Series 1993 è stata la settima edizione dell'omonimo pay-per-view prodotto dalla World Wrestling Federation. Si svolse il 24 novembre 1993 al Garden di Boston, Massachusetts.

## Storyline
Varie rivalità confluirono nel match d'apertura, che vide la squadra di Razor Ramon, Marty Jannetty, 1-2-3 Kid e Mr. Perfect affrontare il team composto da Irwin R. Schyster (I.R.S.), Diesel, Rick Martel e Adam Bomb. Diesel aveva esordito in WWF il 6 giugno 1993 come guardia del corpo di Shawn Michaels in un match tra Michaels e Jannetty. L'interferenza di Diesel in quell'incontro aveva permesso a Michaels di sconfiggere Jannetty e vincere il WWF Intercontinental Championship. Inoltre, Diesel era stato a bordo ring per aiutare Michaels quando egli affrontò Mr. Perfect con il titolo in palio a SummerSlam 1993. Diesel attaccò Perfect in varie occasioni durante il match e alla fine causò la sua sconfitta per conteggio fuori dal ring. Nel settembre 1993, Michaels fu privato d'ufficio del titolo Intercontinentale dal presidente della WWF Jack Tunney. Fu quindi indetta una battle royal per determinare i due principali pretendenti alla cintura. Razor Ramon e Martel furono gli ultimi due lottatori rimasti sul ring, e si affrontarono l'un l'altro per il titolo il 27 settembre a Monday Night Raw. Ramon vinse incontro e titolo. Schyster aveva cominciato un feud con Ramon nel maggio 1993 dopo che Ramon era stato sconfitto dall'esordiente The Kid (successivamente 1–2–3 Kid), che all'epoca era solo un jobber. Schyster e il suo partner di tag team Ted DiBiase si presero gioco di lui per la sconfitta e gli offrirono un lavoro come cameriere.  In risposta, Ramon lottò in coppia con 1–2–3 Kid in una serie di match contro Schyster e DiBiase, e distrasse anche Schyster durante un match facendogli subire una sconfitta da parte del jobber P.J. Walker. Adam Bomb non era coinvolto in nessun feud con gli avversari a Survivor Series, ma c'erano stati dei malumori tra lui e Rick Martel, suo compagno di squadra. Il manager di Adam Bomb, Harvey Wippleman, era stato a bordo ring per aiutare Martel in un match contro Ramon. Wippleman stava ostacolando lo svolgimento dell'incontro e Martel corse verso di lui. Mentre Martel era distratto, Ramon lo bloccò e vinse. Martel poi gridò a Wippleman e lo spinse via. Bomb salì sul ring per difendere il suo manager e ne seguì una discussione fino a quando Diesel e Schyster salirono sul ring per calmare i loro compagni di squadra.
Jerry Lawler trascorse gran parte del 1993 a costruire la sua rivalità con la famiglia Hart. Lawler utilizzava il soprannome "The King" sin da quando aveva sconfitto Jackie Fargo per il titolo NWA Southern Heavyweight Championship nel 1974. Dopo che Bret Hart vinse il torneo King of the Ring, Lawler lo sfidò dichiarando di essere l'unico Re della WWF. Lawler quindi aggredì Hart alle spalle, colpendolo con lo scettro e con il trono che era stato approntato per la cerimonia di premiazione. Il feud salì di tensione quando Lawler coinvolse Helen e Stu Hart, i genitori di Bret, insultandoli in diretta tv. In quello che fu presentato come un "Family Feud" match, Bret Hart insieme ai fratelli Owen, Bruce e Keith, tutti lottatori professionisti, avrebbero dovuto affrontare Jerry Lawler e tre wrestler mascherati (Blue Knight, Red Knight e Black Knight). Tuttavia, Lawler non poté partecipare all'evento, in quanto accusato di avere stuprato e sodomizzato una ragazza adolescente. Shawn Michaels, che sostituì Lawler nel match, aveva anch'esso una rivalità con Bret Hart che risaliva all'anno precedente. Hart, che detenne il titolo Intercontinentale per gran parte del 1992, lo aveva difeso numerose volte contro Michaels, incluso il primo ladder match disputato in WWF. I due avevano anche lottato nel main event di Survivor Series 1992, dove Hart difese il titolo WWF World Heavyweight da poco conquistato battendo Ric Flair.

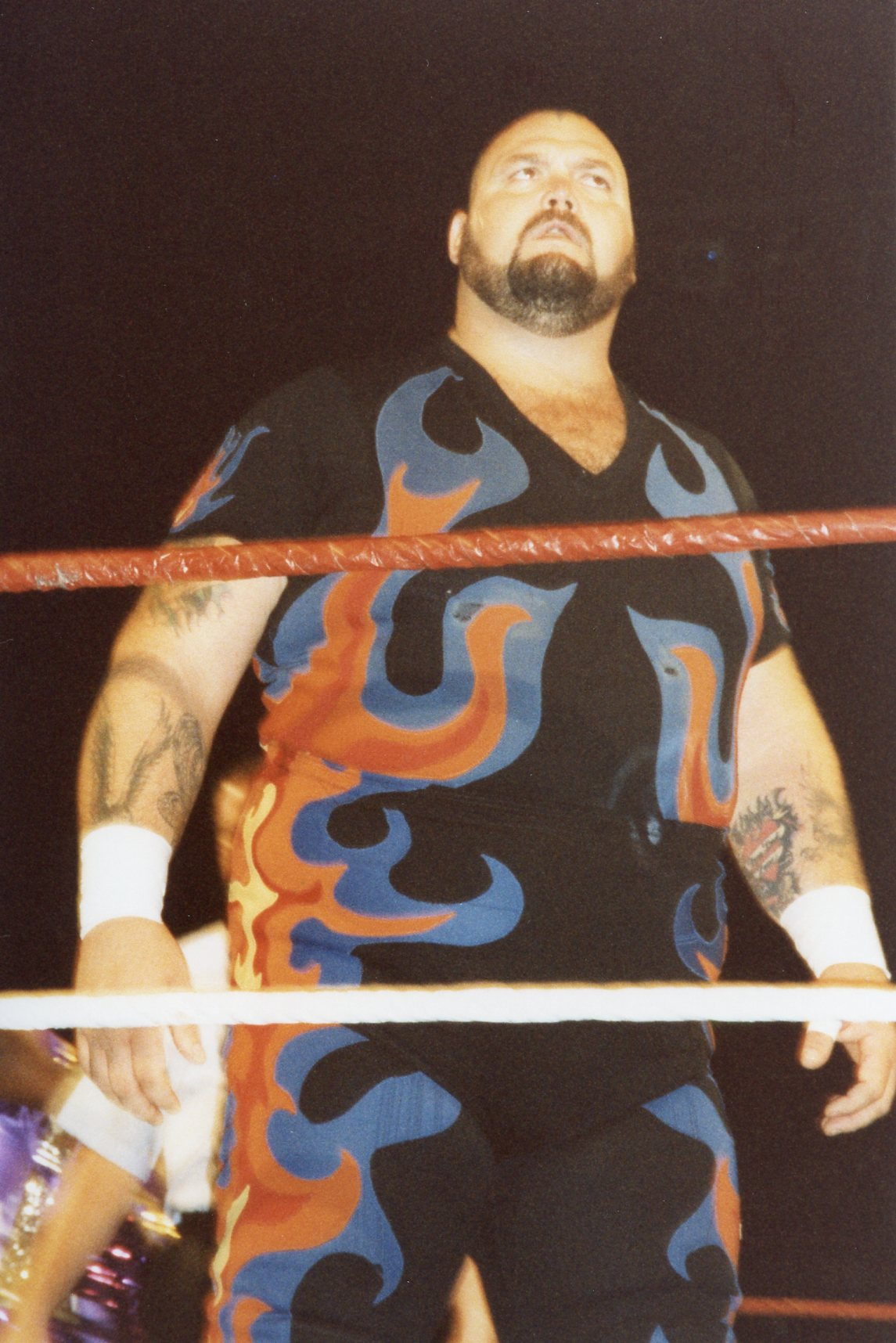
Bam Bam Bigelow ebbe un feud con Doink the Clown prima di Survivor Series

Lo Smoky Mountain Wrestling Tag Team Championship fu difeso a Survivor Series come parte dell'accordo di collaborazione tra Vince McMahon e Jim Cornette. I Rock 'n' Roll Express, campioni in carica, affrontarono The Heavenly Bodies.
Doink the Clown aveva infastidito Bam Bam Bigelow con vari scherzi in ottobre e novembre. Egli aveva anche legato un filo nel corridoio di ingresso al ring durante un match di Bigelow; quando Bigelow cadde inciampando in esso, Doink lo attaccò colpendolo con una scopa. Bigelow rispose distruggendo il carro giocattolo di Doink. Il personaggio di Doink veniva interpretato da vari wrestler, che occasionalmente apparivano insieme. Alle Survivor Series Bigelow lottò insieme a Bastion Booger, che interpretava un ghiottone sovrappeso e sporco, e The Headshrinkers (Samu & Fatu) per affrontare i "quattro" Doink.
Nel main event, il team degli All-Americans, composto da Lex Luger, Tatanka e Steiner Brothers (Rick Steiner & Scott Steiner) doveva affrontare i Foreign Fanatics, composti da Yokozuna, Ludvig Borga e The Quebecers (Jacques & Pierre). La storyline dietro il match era iniziata in estate quando Yokozuna aveva sfidato qualsiasi atleta americano a riuscire a sollevarlo eseguendo un bodyslam sul ponte della portaerei USS Intrepid. Dopo vari wrestler, vi riuscì Lex Luger, arrivato in elicottero. Luger si guadagnò un match con Yokozuna per il titolo WWF World Heavyweight a SummerSlam. Egli vinse solo per countout e quindi non conquistò la cintura. Negli spogliatoi dopo l'incontro, Borga, interruppe i festeggiamenti per la vittoria di Luger criticandolo e sfidandolo. Gli Steiner Brothers passarono la parte finale del 1993 a sfidare i canadesi Quebecers. Si affrontarono numerose volte fino a quando il 13 settembre The Quebecers li sconfissero privando loro dei titoli WWF Tag Team Championship. Sin dal suo arrivo in WWF, Tatanka era rimasto imbattuto per due anni. Borga pose fine alla sua imbattibilità il 30 ottobre 1993, durante una puntata di WWF Superstars, schienandolo dopo averlo colpito con una sedia. Dopo il match, Borga e Yokozuna attaccarono Tatanka, causandogli un infortunio (kayfabe). Gli All-Americans reclutarono The Undertaker per sostituire Tatanka. Il 15 novembre a Monday Night Raw, Luger sconfisse Pierre; e come risultato di un infortunio (kayfabe) occorso nel match, i Foreign Fanatics furono costretti a sostituire Pierre con Crush, l'unico americano del team. Crush aveva in corso una rivalità con Randy Savage. Erano stati amici sullo schermo, ma Crush era infuriato perché Savage non lo aveva salvato da un attacco di Yokozuna il 12 luglio 1993, durante una puntata di Monday Night Raw. Per far sembrare reali le sue ferite, Crush non era apparso nei programmi televisivi della WWF per diversi mesi. Tornò il 18 ottobre, accompagnato dal manager di Yokozuna, Mr. Fuji. Savage cercò di scusarsi con Crush, che però lo aggredì violentemente e annunciò di essersi rivoltato contro Savage e gli Stati Uniti e di essersi alleato con Yokozuna, Fuji e il Giappone.

## Evento
L'evento comprese quattro match a squadre ad eliminazione e un incontro di coppia per il titolo SMW Tag Team Championship. Il main event vide gli "All-Americans", squadra di lottatori face tutti di origine statunitense, scontrarsi con i "Foreign Fanatics", team heel che rappresentava altri Paesi. Gli All-Americans vinsero il match con Lex Luger unico uomo sopravvissuto. In un altro match secondario, quattro membri della famiglia Hart lottarono contro Shawn Michaels e tre uomini mascherati. I piani originali per l'incontro avrebbero dovuto comprendere gli Hart combattere contro Jerry Lawler, con il quale era in corso un feud, ma Lawler non fu in grado di partecipare all'evento. La famiglia Hart si aggiudicò l'incontro, ma una lite tra Bret Hart e Owen Hart dopo il match portò Owen a rivoltarsi contro la propria famiglia l'anno successivo.
La maggior parte dei feud rimasero irrisolti e proseguirono in futuro. Bam Bam Bigelow avrebbe dovuto lottare contro il suo arcinemico dell'epoca, Doink the Clown, ma la squadra di Bigelow finì per affrontare altri quattro wrestler con la maschera da clown ma non Doink. Questo ppv inoltre sancì l'inizio della rivalità tra The Undertaker e Yokozuna, che successivamente difese il titolo di campione mondiale contro il becchino alla Royal Rumble seguente.

## Risultati
| #          | Risultati | Stipulazioni                                   | Durata |
| ---------- | --- | ---------------------------------------------- | ------ |
| Dark match | Billy Gunn ha sconfitto The Brooklyn Brawler | Single match                                   | 07:46  |
| 1          | Razor Ramon, Randy Savage, Marty Jannetty e The 1-2-3 Kid hanno sconfitto Irwin R. Schyster, Diesel, Rick Martel e Adam Bomb (con Harvey Wippleman)                                                                                              | 4-on-4 elimination match                       | 26:58  |
| 2          | The Hart Family (Bret Hart, Owen Hart, Bruce Hart e Keith Hart) (con Stu Hart) ha sconfitto The King and his Knights (Shawn Michaels, The Red Knight, The Blue Knight e The Black Knight)                                                        | 4-on-4 elimination match                       | 30:57  |
| 3          | The Heavenly Bodies (Jimmy Del Ray e Tom Prichard) (con Jim Cornette) hanno sconfitto The Rock 'n' Roll Express (Ricky Morton e Robert Gibson) (c)                                                                                               | Tag team match per i SMW Tag Team Championship | 13:41  |
| 4          | The Four Doinks (The Bushwhackers (Luke e Butch) e Men on a Mission (Mabel e Mo)) (con Oscar) hanno sconfitto Bam Bam Bigelow, Bastion Booger e The Headshrinkers (Samu e Fatu) (con Luna Vachon e Afa)                                          | 4-on-4 elimination match                       | 10:58  |
| 5          | The All-Americans (Lex Luger, The Undertaker e The Steiner Brothers (Rick e Scott Steiner)) (con Paul Bearer) hanno sconfitto The Foreign Fanatics (Yokozuna, Crush, Ludvig Borga e Quebecer Jacques) (con Jim Cornette, Johnny Polo e Mr. Fuji) | 4-on-4 elimination match                       | 27:59  |

### Match ad eliminazione
1
| Eliminazione n. | Wrestler                                    | Squadra                                     | Eliminato da                                | Modalità eliminazione                                                                                   | Durata                                      |
| --------------- | ------------------------------------------- | ------------------------------------------- | ------------------------------------------- | --- | ------------------------------------------- |
| 1               | Diesel                                      | Team IRS                                    | Randy Savage                                | Schienamento dopo un flying elbow drop                                                                  | 10:20                                       |
| 2               | Randy Savage                                | Team Razor                                  | IRS                                         | Schienamento                                                                                            | 16:47                                       |
| 3               | IRS                                         | Team IRS                                    | Razor Ramon                                 | Schienamento dopo la Razor's Edge                                                                       | 20:32                                       |
| 4               | Razor Ramon                                 | Team Razor                                  | None                                        | Conteggio di 10 fuori dal ring quando IRS colpì Ramon con la valigetta e Martel lo gettò fuori dal ring | 20:42                                       |
| 5               | Rick Martel                                 | Team IRS                                    | Kid                                         | Schienamento                                                                                            | 25:49                                       |
| 6               | Adam Bomb                                   | Team IRS                                    | Jannetty                                    | Schienamento                                                                                            | 26:58                                       |
| Sopravvissuti:  | The 1–2–3 Kid & Marty Jannetty (Team Razor) | The 1–2–3 Kid & Marty Jannetty (Team Razor) | The 1–2–3 Kid & Marty Jannetty (Team Razor) | The 1–2–3 Kid & Marty Jannetty (Team Razor)                                                             | The 1–2–3 Kid & Marty Jannetty (Team Razor) |

2
| Eliminazione n. | Wrestler                                   | Squadra                                    | Eliminato da                               | Modalità eliminazione                                        | Durata                                     |
| --------------- | ------------------------------------------ | ------------------------------------------ | ------------------------------------------ | ------------------------------------------------------------ | ------------------------------------------ |
| 1               | The Black Knight                           | The King and his Knights                   | Owen Hart                                  | Schienamento                                                 | 10:49                                      |
| 2               | The Red Knight                             | The King and his Knights                   | Bret Hart                                  | Cede per dolore alla Sharpshooter                            | 18:06                                      |
| 3               | The Blue Knight                            | The King and his Knights                   | Owen Hart                                  | Cede per dolore alla Sharpshooter                            | 23:55                                      |
| 4               | Owen Hart                                  | The Hart Family                            | Shawn Michaels                             | Schienamento                                                 | 27:26                                      |
| 5               | Shawn Michaels                             | The King and his Knights                   | Nessuno                                    | Counteggio di 10 fuori dal ring quando abbandona il quadrato | 30:57                                      |
| Sopravvissuti:  | Bret, Bruce & Keith Hart (The Hart Family) | Bret, Bruce & Keith Hart (The Hart Family) | Bret, Bruce & Keith Hart (The Hart Family) | Bret, Bruce & Keith Hart (The Hart Family)                   | Bret, Bruce & Keith Hart (The Hart Family) |

3
| Eliminazione n. | Wrestler                                  | Squadra                                   | Eliminato da                              | Modalità eliminazione                                            | Durata                                    |
| --------------- | ----------------------------------------- | ----------------------------------------- | ----------------------------------------- | ---------------------------------------------------------------- | ----------------------------------------- |
| 1               | Samu                                      | Team Bigelow                              | Luke                                      | Schienamento                                                     | 03:02                                     |
| 2               | Bastion Booger                            | Team Bigelow                              | Mabel                                     | Schienamento dopo un Leg drop                                    | 06:02                                     |
| 3               | Fatu                                      | Team Bigelow                              | Butch                                     | Schienamento dopo che Fatu era scivolato su una buccia di banana | 08:33                                     |
| 4               | Bam Bam Bigelow                           | Team Bigelow                              | MOM & Bushwhackers                        | Schienamento dopo un Leg drop da parte di Mabel                  | 10:58                                     |
| Sopravvissuti:  | Mabel, Mo, Luke & Butch (The Four Doinks) | Mabel, Mo, Luke & Butch (The Four Doinks) | Mabel, Mo, Luke & Butch (The Four Doinks) | Mabel, Mo, Luke & Butch (The Four Doinks)                        | Mabel, Mo, Luke & Butch (The Four Doinks) |

4
| Eliminazione n. | Wrestler                      | Squadra                                  | Eliminato da                  | Modalità eliminazione                                           | Durata                        |
| --------------- | ----------------------------- | ---------------------------------------- | ----------------------------- | --------------------------------------------------------------- | ----------------------------- |
| 1               | Rick Steiner                  | The All-Americans                        | Ludvig Borga                  | Schienamento                                                    | 05:05                         |
| 2               | Crush                         | The Foreign Fanatics                     | Nessuno                       | Conteggio di 10 fuori dal ring mentre combatte con Randy Savage | 11:36                         |
| 3               | Jacques                       | The Foreign Fanatics                     | Lex Luger                     | Schienamento                                                    | 14:04                         |
| 4               | Scott Steiner                 | The All-Americans                        | Yokozuna                      | Schienamento dopo un Leg drop                                   | 16:57                         |
| 5               | The Undertaker & Yokozuna     | The All-Americans & The Foreign Fanatics | Nessuno                       | Doppio conteggio di 10 fuori dal ring                           | 22:26                         |
| 6               | Ludvig Borga                  | The Foreign Fanatics                     | Lex Luger                     | Schienamento                                                    | 28:02                         |
| Sopravvissuti:  | Lex Luger (The All-Americans) | Lex Luger (The All-Americans)            | Lex Luger (The All-Americans) | Lex Luger (The All-Americans)                                   | Lex Luger (The All-Americans) |